# 貝爾格萊德鎮區 (明尼蘇達州尼科萊特縣)
貝爾格萊德鎮區（英語：Belgrade Township）是位於美國明尼蘇達州尼科萊特縣的一個行政鎮區。

## 歷史
貝爾格萊德鎮區於1858年設立，得名自緬因州的貝爾格萊德。

## 地方資料
貝爾格萊德鎮區的面積為88.41平方千米，當中陸地面積為87.81平方千米，而水域面積為0.60平方千米。根據2020年美國人口普查的數據，當地共有人口1052人，而人口密度為每平方千米11.9人。